# Mathias Bourgue
Pour les articles homonymes, voir Bourgue.
Mathias Bourgue, né le 18 janvier 1994 à Avignon, est un joueur de tennis professionnel français.

## Carrière
Mathias Bourgue a suivi la formation d'Alain Barrere, ancien joueur -4/6, au sein de l'académie de tennis Alain Barrere entre 12 et 15 ans. Pendant sa formation sous l'égide d'Alain Barrere, Mathias va passer du classement 30 à 2/6 et passer de 35e français à Numéro 2 Français de sa catégorie. Mathias Bourgue se distingue sur le circuit junior en 2010, lorsqu'il remporte le tournoi international de Porto Alegre (Copa Gerdau) ainsi que le Championnat d’Europe à Moscou catégorie 15-16 ans. Toujours au Brésil, il s'impose à la Banana Bowl à Blumenau en 2011 et une nouvelle fois à Porto Alegre en 2012.
Il remporte son premier tournoi Futures en Égypte en septembre 2013. Entre juin et juillet 2014, il remporte six tournois consécutivement en Croatie, Roumanie et Bulgarie, soit 30 victoires d’affilée. En récompense, il reçoit une invitation pour disputer les qualifications de l'US Open.
Depuis 2015, Mathias Bourgue évolue principalement sur les tournois Challenger et remporte son premier tournoi à Blois en juin. En 2016, il atteint la finale du Challenger d'Anning, où il est battu par l'Australien Jordan Thompson.
Invité par les organisateurs de l'édition 2016 des Internationaux de France, il domine au premier tour le qualifié Jordi Samper-Montana en trois sets pour son premier match dans le tableau principal d'un tournoi du Grand Chelem. Au tour suivant, il s'incline contre le numéro deux mondial, l'Écossais Andy Murray, après un match décrit par certains observateurs comme « héroïque » de la part du Français. Mené d'un set et un break, il gagne huit jeux consécutifs puis mène deux manches à une avant de s'incliner en cinq sets (6-2, 2-6, 4-6, 6-2, 6-3) en ayant marqué un point de plus que son adversaire.
En 2017, il se qualifie pour le tournoi de Sofia où il perd au premier tour face à Gilles Müller. Il remporte dans la foulée le Challenger La Manche,. De nouveau invité pour disputer Roland-Garros, il perd dès le 1er tour face à Borna Ćorić. En juin, il perd en finale du Challenger de Lyon face à Félix Auger-Aliassime.

## Palmarès sur le circuitChallenger

### Titres en simple
| # | Date       | Nom et lieu du tournoi          | Surface             | Adversaire              | Score         |
| - | ---------- | ------------------------------- | ------------------- | ----------------------- | ------------- |
| 1 | 15-06-2015 | Challenger de Blois, Blois      | Terre battue (ext.) | Daniel Muñoz de la Nava | 2-6, 6-4, 6-2 |
| 2 | 13-02-2017 | Challenger La Manche, Cherbourg | Dur (int.)          | Maximilian Marterer     | 6-3, 7-63     |

### Finales en simple
| # | Date       | Nom et lieu du tournoi                                   | Surface      | Adversaire            | Score     |
| - | ---------- | -------------------------------------------------------- | ------------ | --------------------- | --------- |
| 1 | 25-04-2016 | Kunming Challenger, Anning                               | Terre battue | Jordan Thompson       | 3-6, 2-6  |
| 2 | 12-06-2017 | Challenger de Lyon, Lyon                                 | Terre battue | Félix Auger-Aliassime | 4-6, 1-6  |
| 3 | 13-10-2019 | Challenger de Mouilleron-le-Captif, Mouilleron-le-Captif | Dur          | Mikael Ymer           | 1-6, 4-6  |
| 4 | 13-10-2020 | Concord Iasi Open, Iași                                  | Terre battue | Carlos Taberner       | 4-6, 64-7 |
| 5 | 12-04-2021 | Split Open, Split                                        | Terre battue | Kacper Żuk            | 4-6, 2-6  |

## Parcours dans les tournois duGrand Chelem

### En simple
| Année | Open d'Australie | Open d'Australie       | Internationaux de France | Internationaux de France | Wimbledon | Wimbledon       | US Open | US Open        |
| ----- | ---------------- | ---------------------- | ------------------------ | ------------------------ | --------- | --------------- | ------- | -------------- |
| 2013  | —                | —                      | Q2                       | Rhyne Williams           | —         | —               | —       | —              |
| 2014  | —                | —                      | Q3                       | Paolo Lorenzi            | —         | —               | Q1      | Andreas Beck   |
| 2015  | Q1               | Omar Jasika            | Q1                       | Brydan Klein             | Q2        | Yannick Mertens | Q3      | Guido Pella    |
| 2016  | Q1               | Mirza Bašić            | 2e tour (1/32)           | Andy Murray              | Q2        | Tobias Kamke    | Q1      | Vincent Millot |
| 2017  | Q1               | Jonathan Eysseric      | 1er tour (1/64)          | Borna Ćorić              | Q2        | Ruben Bemelmans | —       | —              |
| 2018  | Q3               | Salvatore Caruso       | —                        | —                        | —         | —               | —       | —              |
| 2019  | —                | —                      | Q3                       | Tennys Sandgren          | —         | —               | —       | —              |
| 2020  | Q3               | M. V. Martinez         | Q1                       | Taro Daniel              | Annulé    | Annulé          | —       | —              |
| 2021  | Q3               | Botic v. de Zandschulp | 1er tour (1/64)          | Dominik Köpfer           | —         | —               | —       | —              |
| 2022  | Q1               | Rinky Hijikata         | —                        | —                        |           |                 |         |                |

N.B. : à droite du résultat se trouve le nom de l'ultime adversaire.

### En double
| Année | Open d'Australie | Open d'Australie | Internationaux de France      | Internationaux de France     | Wimbledon | Wimbledon | US Open | US Open |
| ----- | ---------------- | ---------------- | ----------------------------- | ---------------------------- | --------- | --------- | ------- | ------- |
| 2014  | —                | —                | 1er tour (1/32) P.-H. Mathieu | J. Chardy O. Marach          | —         | —         | —       | —       |
| 2016  | —                | —                | 1er tour (1/32) C. Hemery     | D. Kudla J. Peralta          | —         | —         | —       | —       |
| 2017  | —                | —                | 1er tour (1/32) P.-H. Mathieu | R. Bopanna Pablo Cuevas      | —         | —         | —       | —       |
| 2019  | —                | —                | 1er tour (1/32) J. Eysseric   | E. Benchetrit G. Blancaneaux | —         | —         | —       | —       |
| 2021  | —                | —                | 1er tour (1/32) Lucas Pouille | Raven Klaasen Ben McLachlan  | —         | —         | —       | —       |

N.B. : le nom du partenaire se trouve sous le résultat ; le nom des ultimes adversaires se trouve à droite.

### En double mixte
| Année | Open d'Australie | Open d'Australie | Internationaux de France    | Internationaux de France        | Wimbledon | Wimbledon | US Open | US Open |
| ----- | ---------------- | ---------------- | --------------------------- | ------------------------------- | --------- | --------- | ------- | ------- |
| 2017  | —                | —                | 2e tour (1/8) P. Parmentier | A. Hlaváčková É. Roger-Vasselin | —         | —         | —       | —       |

N.B. : le nom de la partenaire se trouve sous le résultat ; le nom des ultimes adversaires se trouve à droite.

## Classements ATP en fin de saison
| Année          | 2011 | 2012 | 2013 | 2014 | 2015 | 2016 | 2017 | 2018 | 2019 | 2020 |
| Rang en simple | 804  | 761  | 398  | 281  | 205  | 185  | 161  | 265  | 232  | 213  |

Source : (en) Classements de Mathias Bourgue sur le site officiel de la Fédération internationale de tennis